# Mohammed Racim
Mohammed Racim (in arabo محمد راسم‎?; Algeri, 24 giugno 1896 – Algeri, 30 marzo 1975) è stato un pittore algerino, esperto in calligrafia araba e fondatore della Scuola Algerina di Miniatura.
Le sue opere sono esposte ad Algeri, Parigi, a Il Cairo, a Roma e a Vienna.